# 查卡阿帕切塔山
16°39′32″S 70°01′55″W / 16.65889°S 70.03194°W
查卡阿帕切塔山（Chaka Apachita），是秘魯的山峰，位於該國南部莫克瓜大區，由涅托元帥省的卡魯馬斯區負責管轄，屬於安地斯山脈的一部分，海拔高度5,136米。